# أراليا عالية
أراليا عالية (الاسم العلمي:Aralia elata) هو نوع من النباتات يتبع جنس الأراليا من الفصيلة الأرالية.